# Tour de France Inter
Le Tour de France Inter est une émission de radio et de télévision spéciale lancée au printemps 1966 avec le premier ministre de la jeunesse et des sports de l'histoire, François Missoffe, sur les ondes de France Inter, à l'époque de l'ORTF, les caméras suivant le ministre diffusant aussi des images à la télévision.

## La critique des années 1960
La Fédération française des Maisons des jeunes et de la culture subit une critique importante dans les années 1960, car le gouvernement de Georges Pompidou la soupçonne d'être trop proche des partis de gauche. 
La création du secrétariat à la Jeunesse et des Sports en 1963, devenu ministère en décembre 1965, puis en 1964 du Fonds de coopération de la jeunesse et de l'éducation populaire (FONJEP) avait accompagné l'investissement grandissant de l'État, qui aide à la création de 430 postes salariés dans les associations de son secteur[réf. nécessaire].
Le premier ministre de la jeunesse et des sports nommé en décembre 1965 juste après la mise en ballotage de De Gaulle à la présidentielle, François Missoffe, premier titulaire de cette fonction dans l'histoire, Maurice Herzog, auquel il succède, n’étant que secrétaire d'État est chargé de trouver de nouvelles façons de s'adresser à la jeunesse. Dans ce but, il a annoncé en mai 1966, via une campagne médiatique développée en mai-juin 1966 et  très controversée, puis lancé une grande consultation officielle de la jeunesse, connue sous le nom de « Livre blanc » ou « Rapport Missoffe ». 
L’opposition souhaita mobiliser les organisations de jeunesse et d’éducation populaire en faveur d'un contre-projet, dans le sillage de Pierre Mauroy, qui avait participé à une forme de
cogestion Maurice Herzog, était secrétaire d'État. De leur côté, les députés de la
majorité s'inquiétaient de la politisation croissante des jeunes, via la clientèle militante des Maisons des jeunes et de la culture (MJC), problématique qui a pris de l'ampleur à l’automne 1967, ces députés réclamant, après les élections législatives où la gauche avait progressé, une action plus ferme du ministre. François Missoffe lance alors l'opération « mille clubs de jeunes », sans s'imaginer l'usage militant qui en sera rapidement fait . 
Le "Tour de France Inter" correspond au début de la période d'élaboration du Livre blanc de la jeunesse (1966-1967). Dès le printemps 1966, après quelques mois de préparation, le ministre François Missoffe annonce une vaste enquête-débat sur la jeunesse,. Le coup d’envoi fut donné lors d’Inter Actualité du 13 mai 1966, animé par Étienne Mougeotte, qui devient un "Grand débat" radiophonique où le ministre "dialogue" avec plus de 50 jeunes triés sur le volet, sous le contrôle de Roland Dhordain, patron de France Inter, qui l'accompagne juste après pour le fameux "Tour de France Inter" réalisé en direct par l'ORTF. Entre 3 heures du matin et 22 heures, François Missoffe survole la France en avion et hélicoptère, afin rencontrer des jeunes, filmé par les caméras, de Paris à Saint-Germain-en-Laye en passant par Brest, Bompannes (Landes), Talence (Gironde), Aix-en-Provence, Saint-Rémy-de-Provence et Dijon. La direction de la radio salue alors "un style tout à fait nouveau de voyages ministériels".
Le résultat des consultations est détaillé lors d'une conférence de novembre 1967, intitulée "Une politique de la jeunesse pour quoi faire ?", qui est pointée du doigt lors du Conseil des ministres du 6 décembre où François Missoffe fut « mis en demeure de proposer des actions concrètes ». 
Début janvier 1968, une note des Renseignements généraux montrant des liens entre le parti communiste et la Fédération des MJC, amène Georges Pompidou à demander à François Missoffe d'accélérer le projet de substitution des clubs de jeunes aux Maison des jeunes et de la culture, qui n'aura qu'une ampleur relative.